# ママの結婚
「ママの結婚」（ママのけっこん）は、2002年6月 - 7月に、NHKの音楽番組『みんなのうた』で放送された楽曲。作詞・作曲：坂田おさむ、編曲：萩田光雄、歌：坂田おさむ。

## 概要
坂田おさむは、NHKの『おかあさんといっしょ』の7代目歌のお兄さんで、1993年春の番組卒業から約9年2か月を経て『みんなのうた』に初登場。
『みんなのうた』では、5分間1曲枠で放送された。
『みんなのうた』の放送で使用されたアニメーションの映像は、西内としおが制作した。
母子家庭の娘が母の再婚を祝福するという内容の歌で、坂田おさむのもとに届いた「シングルマザーの応援歌を作ってほしい」というファンレターがきっかけで作られた。
2002年の放映開始直後から大きな話題となり、2004年6月時点でシングルと『みんなのうた』のベスト盤の合計で1万1000枚を売り、CD付き絵本は初版1万5000部が約2か月でほぼ完売するヒット作となった。
2003年2月・3月、2004年4月・5月に定時番組、2006年4月・5月、2009年2月・3月にはお楽しみ枠で再放送。
そして、2013年1月26日・3月2日には、『みんなのうたリクエスト』でも再放送。

## 楽曲の収録作
- ママの結婚（2002年・日本コロムビア）
- ママの結婚―NHKみんなのうた 付属資料:コンパクトディスク（2004年・アスコム）
- タンポポ団にはいろう!（2004年・インディーズ・メーカー）
- ほんのひとときママの時間 ママの結婚（2006年・キングレコード）
- NHKみんなのうた ベスト（2010年・キングレコード）
- NHKみんなのうた 50 アニバーサリー・ベスト 〜誰かがサズを弾いていた〜（2011年・日本コロムビア）
- ゆっくり歩いて -家族のウェディング-（坂田おさむ・坂田めぐみ、2011年・キングレコード）